# Gabriel Larraín Valdivieso
Gabriel Larraín Valdivieso (26 de enero de 1925 – 20 de diciembre de 2008) fue un obispo católico chileno. Larraín Valdivieso era descendiente de vascos.

## Biografía
En 1950, Larraín Valdivieso fue ordenado sacerdote a los 25 años. El 12 de septiembre de 1966 fue ordenado Obispo de Santiago de Chile. También fue ordenado sacerdote titular de Theudalis. Renunció como obispo en 1975 y fue sucedido por Guillermo Leaden.